# Forêts sèches de l'Okanagan
Localisation
Les forêts sèches de l'Okanagan forment une écorégion terrestre nord-américaine de forêts de conifères tempérées du World Wildlife Fund. Elles couvrent la région de l'Okanagan entre la Colombie-Britannique (Canada) et le Washington (États-Unis).

## Répartition
Cette écorégion occupe le centre-sud de la Colombie-Britannique et le centre-nord de l'état de Washington entre les montagnes Rocheuses et la chaîne côtière et borde le désert de l'Okanagan.

## Climat
La température annuelle moyenne est d'environ 7 °C.  La température estivale moyenne varie entre 15 °C et 16,5 °C et la température hivernale moyenne est d'environ −2,5 °C.  Le taux de précipitations annuel varie entre 250 mm et 1 000 mm.  Sur les plateaux, les précipitations avoisinent les 400 mm.  Le climat de cette écorégion se caractérise par des étés chauds et secs, et des hivers modérément froids avec peu de neige.  

## Caractéristiques biologiques
Sur les plateaux, les forêts sont dominées par le pin tordu, le peuplier faux-tremble, l'épinette blanche et le sapin de Douglas.  Une association de sapin de Douglas et de Calamagrostis rubescens couvre les versants montagneux.  Dans les zones subalpines, on trouve l'épinette d'Engelmann, le sapin subalpin et le pin tordu.  Dans le fond des vallées croit une association de pin ponderosa, de chiendents, de Koeleria et d'armoise tridentée.  
Plusieurs espèces de reptiles, d'amphibiens, d'insectes et de plantes atteignent leurs limites nord de distribution dans cette écorégion.  

## Conservation
Seulement 20 % de cette écorégion est intacte.  Les perturbations sont principalement causées par l'urbanisation, l'agriculture, l'élevage et l'exploitation forestière et minière. 